# Kennesaw
Kennesaw je město v okrese Cobb County ve státě Georgie ve Spojených státech amerických. Při sčítání lidu v roce 2010 mělo 29 783 obyvatel. Je částí velkoměstské aglomerace Atlanta. Založeno bylo v roce 1887, jeho minulost je spojena s historií železnice. V 30. letech 19. století bylo známé jako Big Shanty a sloužilo jako příležitostný tábor pro pracovníky, kteří přicházeli do okresu Cobb, aby se podíleli na budování železnice. Během občanské války bylo základnou pro Great Locomotive Chase 12. dubna 1862. Město bylo vybráno časopisem Family Circle jako jedno z "10 nejlepších měst pro rodiny". Oceněno bylo spojení příležitostí velkoměsta s předměstským kouzlem, směs dostupného bydlení, dobré práce, prvotřídních veřejných škol, otevřených městských prostor a menšího stresu. Město se stalo známým zavedením povinného vlastnictví střelné zbraně pro hlavu každé domácností v roce 1982.

## Historie
Během občanské války bylo Big Shanty místem významnější bitvy v Kennesaw Mountain, která byla součástí atlantského tažení. Památník bitvy Kennesaw Mountain National Battlefield Park, který se nachází na jihovýchodním okraji města, teď zahrnuje řadu z těchto historických oblastí, ačkoli velká část okolního prostředí byla zastavěna a řadu pohřbených artefaktů si odnesli hledači s detektory kovů.

Ve městě se nachází The Southern Museum of Civil War and Locomotive History (muzeum občanské války a historie lokomotiv) poblíž železniční dráhy Western and Atlantic Railroad na Cherokee Street, mimo Main Street (stará U.S. 41 a Georgia 3). V muzeum je aktuálně umístěna lokomotiva The General, která hrála klíčovou roli v Great Locomotive Chase. V březnu 2004 první dáma Laura Bushová jmenovala Kennesaw Preserve Amerika Community.

## Geografie
Souřadnice města jsou 34°1'31"N 84°36'57"W (34.025183, −84.615875). Podle Úřadu pro sčítání lidu Spojených států má celkovou rozlohu 22 km2, z toho je 22,1 km2 pevniny a 0.26 km2, čili 0.82%, je voda.

Kennesaw Mountain (stejně jako s ním spojené Little Kennesaw Mountain) je umístěno na jihovýchodním okraji města (v místě památníku bitvy). Jeho vrchol je nejvyšším bodem v atlantské městské aglomeraci a dosahuje výšky 551 m n. m. Město bylo pojmenované podle této hory.

Oblast v okolí je hlavní osou maloobchodu a hlavním oblastním nákupním střediskem, městským centrem okresu Cobb s četnými restauracemi a většinou významných filiálek obchodních domů lokalizovaných podél Barrett Parkway v jihovýchodní části města.

## Vedení města
Radnice je umístěna ve středu města, mimo Main Street (stará U.S. 41 a Georgia 3, pozdější Georgia 293). Jsou v ní kanceláře starosty a městské rady, městské vězení v suterénu, malé volací centrum 911 a další kanceláře. Je tu přihlašovací bod veřejné bezpečnosti pro město a sousední město Acworth a dispečink samostatného policejního odboru pro obě města. Volání na požární službu je přenášeno na dispečink z Cobbského centra 911 a na požární sbor okresu Cobb, neboť žádné město nemá svůj vlastní požární sbor.

## Bezdrátový Internet v městských parcích
V roce 2008 město přiřklo společnosti Digitel realizaci městského bezdrátového internetu. V březnu 2008 byly zprovozněny čtyři nové oblasti s bezdrátovým internetem: Swift-Cantrell Park, Adams Park a oblast železnice kolem Southern Museum of Civil War and Locomotive History. Dále pak město poskytuje Wi-Fi v Ben Robertsonově společenském centru.

## Statistiky trestných činů
Počet trestných činů v Kennesaw nedosahuje ani poloviny amerického průměru. Kriminalita klesala od roku 2003 do roku 2008.

## Okresní služby
V Kennesaw je provozována pobočka okresní knihovny Public Library System. Policejní oddělení okresu Cobb slouží pro nezačleněné oblasti, včetně Town Center Area Community Improvement District a státní univerzity (navíc k místní policii).

## Spory

### Zákon o střelných zbraních
V roce 1982 město zavedlo předpis:
(a) K zabezpečení záchranného systému města a dále k zabezpečení a ochraně bezpečnosti a veřejného blaha města a jejich obyvatel, každá hlava domácnosti bydlící uvnitř hranic města se žádá, aby držela střelnou zbraň společně se střelivem.
(b) Z tohoto jsou vyňaty ty hlavy domácnosti, které jsou fyzicky nebo duševně nezpůsobilé a kterým bylo užívání takové střelné zbraně zakázáno. Dále jsou z tohoto nařízeny vyňaty ty hlavy domácnosti, které jsou nemajetnými nebo kterým nedovoluje držení zbraně jejich smýšlení či náboženské přesvědčení nebo osoby usvědčené z těžkého zločinu.
Tento zbraňový zákon zredukoval případy vloupání do domácností hned v prvním roce, kdy počet vloupání klesl z 65 před přijetím tohoto zákona na 26 v roce 1983 a na 11 v roce 1984. Jiná zpráva konstatovala znatelné snížení loupeží od roku 1981 (rok před přijetím zákona) do roku 1999.
Statistická data za delší období však nepodala žádný důkaz o tom, že by tento zákon zredukoval počet domácích vloupání ve městě. Nicméně na městských webových stránkách je následující zápis: "Zbraňový zákon: Kennesaw bylo zase jednou ve zprávách 1. května 1982, kdy ve městě všemi hlasy prošel zákonem požadující, aby „každá hlava domácnosti udržovala střelnou zbraň společně se střelivem.“ Po projití zákona se počet vloupání v Kennesaw snížil na dnešní úroveň a město má nejnižší kriminalitu v okrese Cobb".

### Rasová diskriminace v roce 2009
V srpnu 2009 deník Marietta Daily Journal zveřejnil detaily týkající se soudního procesu o rasové diskriminaci vedeném proti městu řadou jeho úředníků. Město urovnalo soudní proces, zahájený v březnu toho roku za 1,8 milionu dolarů. Tři zaměstnanci městského oddělení veřejných prací – dva současní a jeden bývalý zaměstnanec byli údajně rasově diskriminováni nepřátelským pracovním prostředím. Willie Smith a Stanley Mitchell, kteří pracovali pro město od roku 1995 (Smith) či 1987 (Mitchell) dostali každý 414 375 dolarů, zatímco Gary Redd, který opustil zaměstnání v srpnu 2008 po dvou letech, dostal 234 375 dolarů. Buckley & Klein, právní firma žalobců, dostala 736 875 dolarů.

## Místní zajímavosti
- The Great Greased Pig Chase
- Southern Museum of Civil War and Locomotive History

## Historický vývoj počtu obyvatel
Rok 	Počet obyvatel	Narůst	%±
1960	1,507 -
1970	3,548		135.4%
1980	5,095		43.6%
1990	8,936		75.4%
2000	21,675		142.6%
2010	29,783		37.4%
Při sčítání litu [1] v roce 2000 bylo 21,675 obyvatel v 8,099 domácnostech a 5,782 rodin bydlících ve městě. 8,670 bytových jednotek představovalo průměrnou hustotu 396.6/km². 81.97% bylo bělochů, 1.90% černoši, 5.22% Indiáni (rodilí Američané), 2.91% Asiaté, 0.02% z pacifických ostrovů, 2.54% z jiných ras a 2.45% z dvou nebo více ras. Hispánci nebo Latinoameričané představovali 6.20% obyvatelstva.
Ve 40.4% domácností byly děti mladší 18 let, 57.7% manželů žilo společně, 10.3% byly ženy samoživitelky bez partnera, 28.6% domácností netvořilo rodinu. 22.2% všech domácností byly jednočlenné domácnosti a v 3.5% žila osoba od 65 let věku či starší. Průměrná velikost domácnosti byla 2.65 a průměrná velikost rodiny byla 3.12.
Věkové rozvrstvení obyvatelstva – 27.7% mladší 18 let, 7.3% 18–24 let, 42.1% 25–44let, 17.1% 45–64let a 5.8% 65 let a starší. Průměrný věk byl 32 let. Na každých 100 žen bylo 95.6 mužů. Na každých 100 žen starších 18 let bylo 91.4 mužů.

## Ekonomika
Osobní příjem
Průměrný příjem domácnosti ve městě byl 60,404 dolarů a průměrný příjem rodiny byl 67,778 dolarů. Průměrný příjem mužů byl 45,253 dolarů oproti 33,660 dolarům u žen. Průměrný příjem na hlavu ve městě byl 24,757 dolarů. Asi 3.1% rodin a 4.5% obyvatelstva bylo pod hranicí chudoby, včetně 4.8% osob mladších 18 let a 12.5% osob ve věku 65 let a starších.

## Vzdělání
Státní školy spadají pod školní okres Cobb, včetně North Cobb Hig Scholl, nyní Harrison Hig School a Kennesaw Mountain High School. Ve městě jsou dvě základní školy – Kennesaw Elementary Scholl a Big Shanty Intermediate School. Na východní hranici města se nachází Kennesaw State University, která má svém logu siluetu dvou pohoří. Na Stanley Road je Mount Paran Christian School, zahrnující přípravku a 12letou základní školu. Při prvním baptistickém sboru je udržována First Baptist Christian School. Při katolickém sboru Svaté Kateřiny ze Sieny je základní škola od přípravky do 8 třídy.

## Důležití rodáci
- Brian Voss, profesionální nadhazovač PBA Tour